# Кандорский, Илья Михайлович
Илья Михайлович Кандорский (9 [20] июля 1764 — 14 [26] июля 1838) — московский священник и переводчик. Брат протоиерея Ивана Кандорского.

## Биография
Кандорский родился в семье Михаила Алексеевича Кандорского (ум. в 1782 году), священника Покровской церкви в Кудрине. Затем сам стал священником той же церкви.
Перевёл несколько сочинений:
- «Христианин, здраво рассуждающий о презрении сует мирских» в 3-х частях, пер. с лат. (М., 1795);
- «Советы, излитые от отца к сыну при последних часах жизни» (М., 1798);
- «Духовное уединение, служащее к восстановлению для христианина добрых его правил» (М., 1799);
- «Мир души, проистекающий из соблюдения мира с Богом, с самим собою и с ближними», I часть, перевод с французского (М., 1802).

Другие произведения, приписываемые ему, принадлежат его брату протоиерею Ивану Кандорскому. Митрополит Платон считал Илью Кандорского предприимчивее брата, упоминая при этом составление им генеалогии Наполеона и его желание преподнести свои книги в дар императору. К. Я. Здравомыслов, исходя из его сочинений, сделал вывод о его уединённом образе жизни.
Был похоронен на Ваганьковском кладбище; могила утрачена.